# Bury Castle
Bury Castle är ett slott i Storbritannien.   Det ligger i grevskapet Somerset och riksdelen England, i den södra delen av landet, 240 km väster om huvudstaden London. Bury Castle ligger 182 meter över havet.
Terrängen runt Bury Castle är platt söderut, men norrut är den kuperad. Runt Bury Castle är det ganska tätbefolkat, med 80 invånare per kvadratkilometer. Närmaste större samhälle är Tiverton, 14,5 km söder om Bury Castle. Trakten runt Bury Castle består i huvudsak av gräsmarker.